# Alert (militärbas)
Denna artikel handlar om militärbasen i norra Kanada. För vakenhetsgraden, se alert.
Alert är en militärbas på norra sidan på Ellesmereön i norra Kanada. Det är världens nordligaste bebodda plats och ligger cirka 10 km väster om Cape Sheridan som är den nordöstra spetsen på Ellesmereön. Eftersom det är en militärbas har den ingen egentlig befolkning, dock var 62 personer skrivna som permanent boende på basen år 2016. Platsen har en flygplats, Alert flygplats, och är normalt nåbar endast med flyg. På sensommaren kan fartyg nå basen med förnödenheter som inte fraktas så lätt med flyg.
Alert ligger 817 km från Nordpolen. Den närmaste storstaden är Reykjavik på Island som ligger 2368 km bort fågelvägen. Den närmaste storstaden i Kanada är Edmonton som ligger 3578 km bort fågelvägen. Oslo i Norge ligger närmare, 3192 km bort.
Alert har polarklimat. Den varmaste månaden juli har en dygnsmedeltemperatur på +3,3°C, och den kallaste månaden februari har -33°C. Platsen har ganska lite nederbörd, i medel 153 mm per år, av vilket större delen faller i juli-september som regn eller snö. Övriga delen av året är havet istäckt och avger mycket lite fukt, och då är det väldigt lite nederbörd.